# ビットバケツ

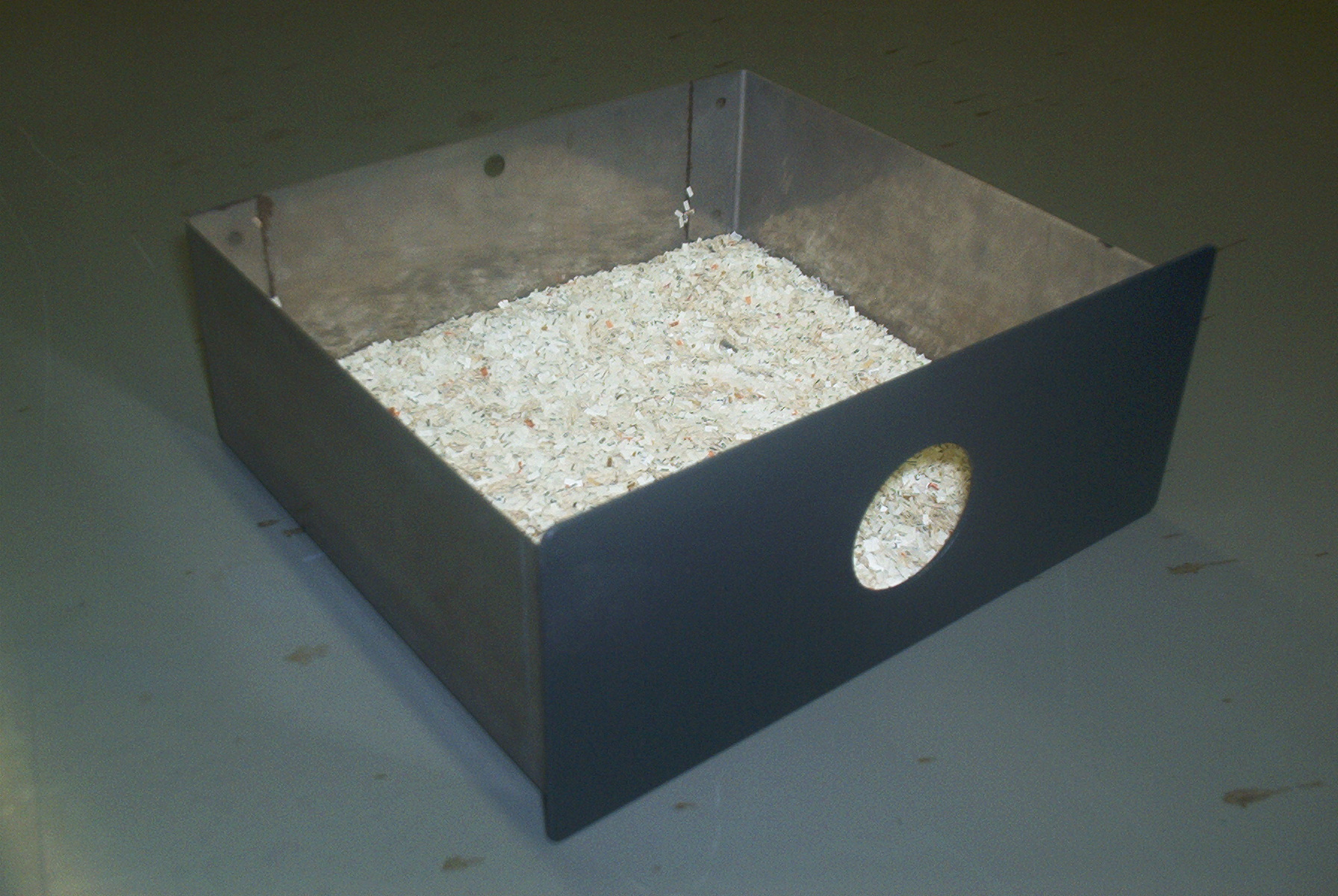
UNIVACで使われた「ビットバケツ」。

ビットバケツ(bit bucket)とは、コンピュータのデータが失われること全般を意味するジャーゴンである。もともとはパンチカードにキーパンチで穴を空けた際に出るくずを入れる容器を指して使った言葉である（正式名称は "chad box"、"chip box"）。また、コンピュータのシフト演算によって桁あふれしたデータを受けるための架空の容器を意味したが、今では「不要なメールを削除した」、「間違って捨ててしまった」、またはデータの送信し忘れの言い訳など、様々な意味で「ビットバケツ行きになった」などの使われ方をしている。UNIXにおいてはビットバケツとは大抵スペシャルファイルの「/dev/null」を意味する。